# Gilles Maignan
Gilles Maignan (Argenteuil, 30 de juliol de 1968) va ser un ciclista francès, que fou professional entre 1995 i 2002. Els seus principals èxits esportius foren dues edicions del Campionat de França de ciclisme de contrarellotge i el Tour Down Under de 2000.
Des del 2007 treballa a l'Amaury Sport Organisation, empresa organitzadora, entre d'altres del Tour de França.

## Palmarès
- 1998
  -  Campió de França de ciclisme de contrarellotge
  - Vencedor d'una etapa del Tour del Llemosí
- 1999
  -  Campió de França de ciclisme de contrarellotge
  - Vencedor d'una etapa del Gran Premi del Midi Libre
  - Vencedor d'una etapa del Circuit des Mines
- 2000
  - 1r al Tour Down Under
  - Vencedor d'una etapa del Tour du Poitou-Charentes
- 2001
  - 1r a l'À travers le Morbihan

### Resultats al Tour de França
- 1997. Abandona (14a etapa)
- 1999. 82è de la classificació general
- 2000. 81è de la classificació general
- 2001. 121è de la classificació general